# Коноплёва, Евгения Алексеевна
Евгения Алексеевна Коноплёва (2 декабря 1917 , Харьков — 10 марта 2001 , Харьков ) — украинский хоровой дирижер , музыкальный педагог, профессор с 1982 года. Заслуженный деятель искусств УССР с 1970 года.

## Биография
Родилась 2 декабря [19 ноября] 1917 в городе Харькове. В течение 1942—1943 годов работала хормейстером Саратовского театра оперы и балета ; с 1943 по 1949 год – в Харьковской консерватории, одновременно до 1945 года училась в ней в классе Зиновия Заграничного. По совместительству в 1943—1966 годах преподавала в Харьковском музыкальном училище; в 1943-1950 годах работала директором и дирижером, а в 1950-1952 годах - главным дирижером Харьковской украинской хоровой капеллы.
В течение 1952—1985 годов была главным хормейстером Харьковского театра оперы и балета имени Николая Лысенко. Одновременно с 1960 года работала в Харьковском институте культуры (сейчас — Академия культуры): в 1972-1973 годах - заведующий кафедрой, в 1973-1981 годах — доцент, в 1981-2000 годах — профессор кафедры хорового дирижирования. 
Умерла в Харькове 10 марта 2001 года.

## Творчество
Во время ее работы в Харьковской украинской хоровой капелле, в репертуаре были:
- «Вечерницы» Петра Нищинского ;
- «Шевченко» Кирилла Стеценко ;
- «Платок» Льва Ревуцкого ;
- «На поле Куликовом» Юрия Шапорина ;
- «О Родине» Александра Арутюняна.

В Харьковском театре оперы и балета имени Николая Лысенко принимала участие в постановках многих опер , среди которых:
- «Русалка» Антонина Дворжака ;
- "Маскарад" Алексея Артамонова ( 1957 );
- "Буковинцы" Марка Карминского ( 1957 );
- "Назар Стодоля" Константина Данькевича (1960);
- "Павел Корчагин" Нинель Юхновской ( 1961);
- "Лейтенант Шмидт" Бориса Яровинского (1970 ) ;
- "Помни меня" Виталия Губаренко (1980);
- "Маевка" Дмитрия Клебанова (1981).
- «Тарас Бульба» Николая Лысенко ;
- Богдан Хмельницкий Константина Данькевича;
- «Коммунист» Дмитрия Клебанова;
- «Жизнь при царе» Михаиле Глинке ;
- «Борис Годунов» Модеста Мусоргского ;
- «Аида» Джузеппе Верди.

Проводила научные исследования по хоровому искусству. 
Автор работ:
- «Композитор и хоровой дирижер Г. М. Давыдовский» // «Советская музыка». 1978. № 6;
- «Композитор и дирижер (о С. Заграничном)» // «Музыка». 1980. №5;
- Разногранная сила таланта (к 60-летию со дня рождения Е. И. Червонюка) // «Знамя». 1984. № 6;
- «Из плеяды хормейстеров (о хормейстерах Харьковской оперы)» // «Музыка». 1985. №5;
- "Строницы из музыкальной жизни Харькова". Киев, 1990.

## Семья
- Первый муж — Зиновий Заграничный, хормейстер, профессор Харьковской консерватории.
- Второй муж — Израиль Штейнман, дирижер, профессор Харьковского института искусств.